# مبارزة السلاح
المسايفة أو المبارزة أو مبارزة السلاح أو مبارزة السيف وتسمى أيضاً بالمبارزة الأولمبية هي رياضة يُستخدم بها نوع خاص من السيوف إضافة إلى زي أبيض اللون وقناع للوجه. أما رياضة المبارزة في أوسع معانيها فهي فن القتال المسلح شاملاً القَطع والطعن مباشرة باليد.
المبارزة، وتسمى أيضا المبارزة الأولمبية، هي الرياضة التي يكون اثنين يقاتلون باستخدام السيوف «السيف العربي أو سيف الشيش أو سيف المبارزة». يتم إجراء نقاط الفوز من خلال اتصال السيف مع الخصم. كانت المبارزة واحدة من الرياضات الأولى التي ستقام في دورة الألعاب الاولمبية. واستناداً إلى المهارات التقليدية من المبارزة، نشأت الرياضة الحديثة في نهاية القرن التاسع عشر، مع المدرسة الإيطالية قد عدلت الفن العسكري الأوروبي التاريخي من المبارزة الكلاسيكية، والمدرسة الفرنسية في وقت لاحق صقل النظام الإيطالي. هناك ثلاثة أشكال من المبارزة الحديثة، كل يستخدم نوع مختلف من السلاح وله قواعد مختلفة، وبهذه الطريقة الرياضة نفسها تنقسم إلى ثلاثة مشاهد تنافسية: شيش، مبارزة، العربي. يختار أكثر الصانعين تنافسية التخصص في سلاح واحد فقط.المبارزة التنافسية هي واحد من الأنشطة الخمسة التي ظهرت في كل الألعاب الأولمبية الحديثة، والأربعة الأخرى هي ألعاب القوى وركوب الدراجات والسباحة والجمباز.

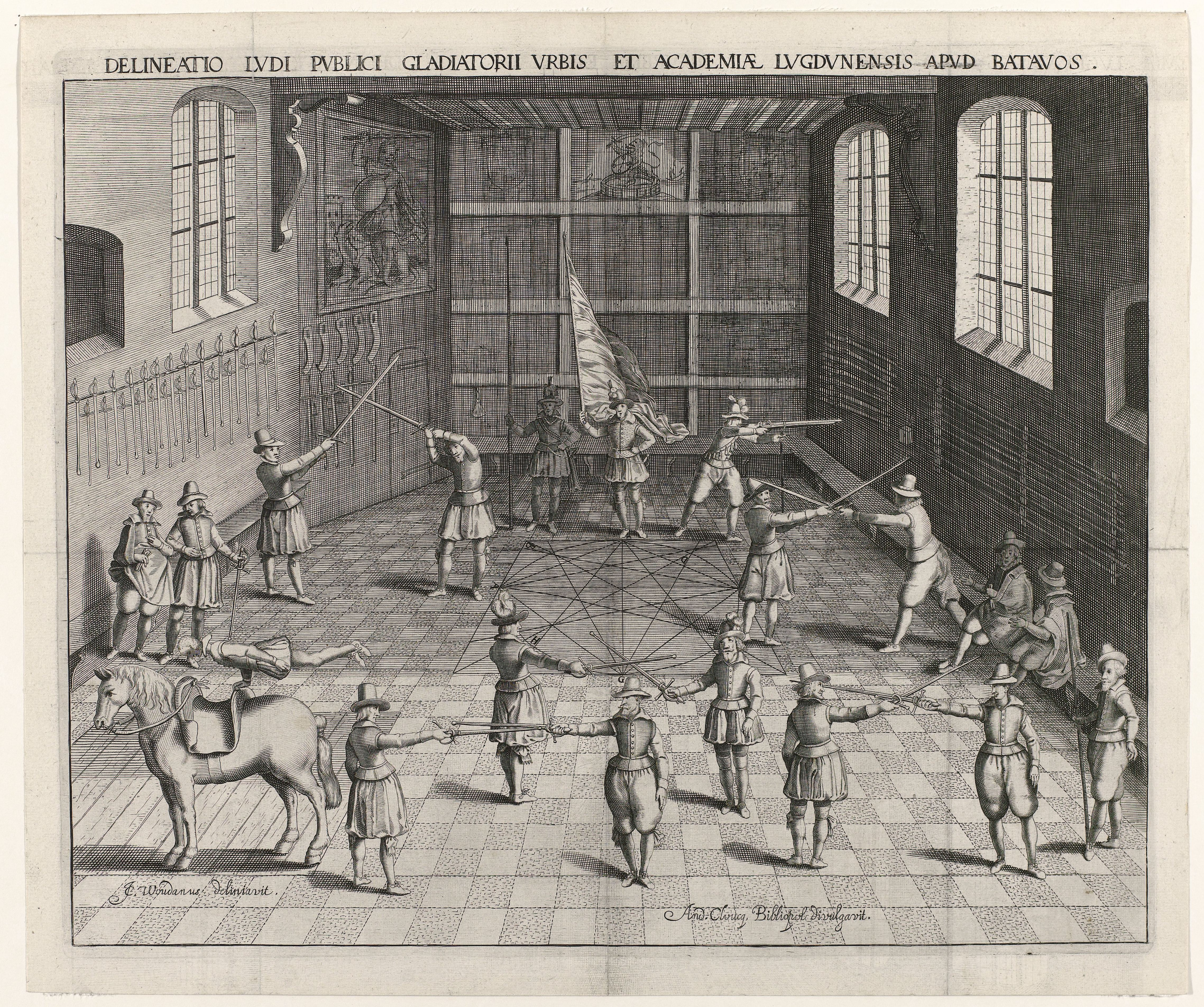
مدرسة المبارزة في جامعة ليدن، هولندا 1610م

## مبارزة تنافسية

### التسيير
يُسير الاتحاد الدولي للمبارزة (أف آي إي) المنافسة. اليوم، يقع مقره الرئيسي في لوزان، سويسرا. ويتألف الاتحاد من 145 اتحادا وطنيا، تعترف كل لجنة من لجانها الأولمبية بالولايات المتحدة بوصفها الممثل الوحيد للمبارزة لأوليمبية في ذلك البلد.

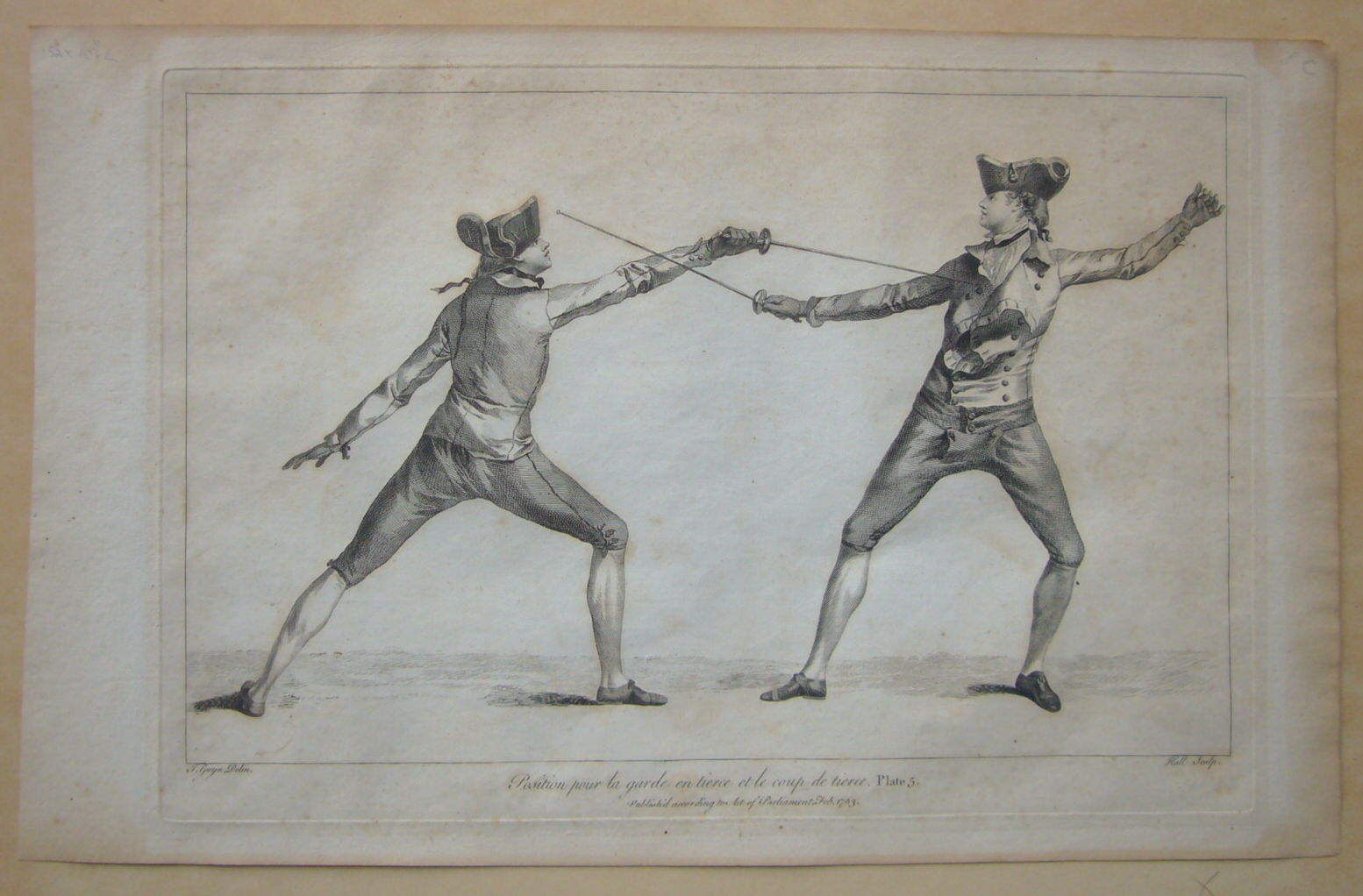
1763م طباعة المبارزة من كتاب تعليم دومينيكو أنجيلو. كان أنجيلو فعالا في تحويل المبارزة إلى رياضة.

### القوانين
تحتفظ «أف آي إي» بالحاكم الحالين الذي اتستخدمته في أحداث دولية مصادق عليها، بما في ذلك الكؤوس العالمية، بطولة العالم عناد الألعاب الأولمبية. ويتعامل الاتحاد مع مقترحات لتغيير القواعد في السنة الأولى بعد السنة الأولمبية في المؤتمر السنوي. رابطة المبارزة الأمريكية لديها قواعد مختلفة قليلا، ولكن عادة تلتزم s o «أف آي إي» القياسى

## التاريخ
المبارزة تتبع جذورها إلى تطوير المبارزة للمبارزات والدفاع عن النفس. ويعتقد أن أصل المبارزة الحديثة أن تكون إسبانيا. وقد كتب بعض من أهم الكتب عن المبارزة من قبل المبارزة الإسبانية. كتب دييجو دي فاليرا كتابا عن الأسلحة بين عامي 1458 و 1471، وهو واحد من أقدم الأدلة الباقية على قيد الحياة في المبارزة الغربية قبل وقت قصير من تعرض المبارزة لحظر رسمي من قبل الملوك الكاثوليك. في الفتح، قامت القوات الإسبانية بمبارزة حول العالم، وخاصة إلى جنوب إيطاليا، واحدة من المناطق الرئيسية للنزاع بين البلدين وذكر المبارزة في مسرحية زوجات مرح من وندسور مكتوبة في وقت ما قبل
.نشأت آليات المبارزة الحديثة في القرن الثامن عشر في مدرسة إيطالية من المبارزة من عصر النهضة، وتحت تأثيرها، وتحسنت من قبل المدرسة الفرنسية للمبارزة.المدرسة الإسبانية من المبارزة ركود وحل محله المدارس الإيطالية والفرنسية.

## التنمية في الرياضة
حدث التحول نحو المبارزة كرياضة وليس تدريبا عسكريا منذ منتصف القرن الثامن عشر، وكان يقودها دومينيكو أنجيلو، الذي أسس أكاديمية المبارزة، مدرسة أنجيلو للأسلحة، في كارلايل هاوس، سوهو، لندن في 1763. هناك، كان يدرس الأرستقراطية الفن المألوف من المبارزة. كانت مدرسته تدار من قبل ثلاثة أجيال من عائلته وهيمنت على فن المبارزة الأوروبي لمدة قرن تقريبا.
أسس القواعد الأساسية للموقف والملعب الذي لا يزال يحكم المبارزة الرياضية الحديثة، على الرغم من أن أساليبه مهاجمة والتخويف لا تزال مختلفة كثيرا عن الممارسة الحالية. على الرغم من أنه كان يعتزم إعداد طلابه للقتال الحقيقي، وكان أول سيد المبارزة للتأكيد على الفوائد الصحية والرياضية من المبارزة أكثر من استخدامه كقتل الفن، وخاصة في كتابه المؤثر ديس أرمس (مدرسة المبارزة)، التي نشرت في عام 1763م.
أقيمت المنافسة الأولى في المبارزة في البطولة العسكرية الكبرى الافتتاحية والاعتداء على الأسلحة في عام 1880م، الذي أقيم في القاعة الزراعية الملكية في إسلنغتون في يونيو / حزيران. وظهرت البطولة سلسلة من المسابقات بين ضباط الجيش والجنود. وقد قاتل كل نوبة لمدة خمس لمسات وأشير إلى سلاح الشيش مع الأسود لمساعدة القضاة.وكانت جمعية الهواة الجمباز والمبارزة مجموعة رسمية من اللوائح المبارزة في عام 1896م.
كانت المبارزة جزءا من دورة الألعاب الاولمبية في صيف عام 1896م. وقد عقدت أحداث السلاح العربي في كل دورة الألعاب الاولمبية الصيفية. وقد عقدت أحداث الشيش في كل دورة الألعاب الاولمبية الصيفية ما عدا 1908م؛ وقد عقدت أحداث سلاح المبارزة في كل دورة الألعاب الاولمبية الصيفية إلا في صيف عام 1896م لأسباب غير معروفة.
بدءا من سلاح المبارزة في عام 1933م، تم استبدال القضاة الجانب من قبل جهاز تسجيل الكهربائية لوران - باغان، مع لهجة مسموعة وضوء أحمر أو أخضر يدل على متى سقطت المسة. احتل سلاح الشيش في عام 1956م، السلاح العربي في عام 1988م. صندوق التهديف خفض التحيز في التحكيم، ويسمح بتسجيل أكثر دقة من الإجراءات وأسرع، لمسات أخف، وأكثر لمسات إلى الظهر والخاصرة من ذي قبل.

## المعدات

### الأسلحة
هناك ثلاثة أسلحة في المبارزة الحديثة: الشيش، المبارزة، والعربي. لكل سلاح قواعده واستراتيجياته الخاصة. المعدات اللازمة تشمل ما لا يقل عن السيوف 2، عرجاء (ليس للمبارزة)، وسترة بيضاء، حامي الإبط، اثنين من حامي الصدر وقناع للوجه، عالية الجوارب والقفازات وسروال قصير.

### سيف الشيش

أهداف سلاح الشيش الصالحة

سيف الشيش هو سلاح دفع خفيف، يبلغ أقصى وزن له 500 غرام. ويستهدف الجذع (بما في ذلك الظهر)، الرقبة، والفخذ، ولكن دون الذراعين والساقين. سلاح الشيش لديه حرس اليد دائرية صغيرة التي تعمل على حماية اليد من الطعنات المباشرة. كما اليد ليست هدفا صالحا في سلاح الشيش، وهذا هو في المقام الأول للسلامة. يتم تسجيل اللمسات فقط مع الطرف. يضرب مع الجانب من الشفرة لا تسجل على جهاز التهديف الإلكتروني (ولا توقف العمل). اللمسات التي تهبط خارج المنطقة المستهدفة (وتسمى لمسة من الهدف وتدل عليها لون متميز على جهاز التهديف) وقف العمل، ولكن لا يسجل. فقط لمسة واحدة يمكن أن تكون جائزة إما المبارزة في نهاية عبارة. إذا كان كل من المبارزة اللمسات الأرضية في غضون فترة كافية بما فيه الكفاية من ميلي ثانية واحدة لتسجيل اثنين من الأضواء على الجهاز، يستخدم الحكم قواعد «حق الطريق» لتحديد أي المبارزة يتم منح لمسة، أو إذا كان الهدف خارج الهدف له الأولوية على ضرب صالح، في هذه الحالة لا يتم منح لمسة. إذا كان الحكم غير قادر على تحديد أي المبارزة الحق في الطريق، لا يتم منح لمسة.

أهداف سلاح المبارزة الصالحة

أهداف السلاح العربي الصالحة

### سيف المبارزة
و سلاح المبارزة هو سلاح التوجه مثل سلاح الشيش، ولكن أثقل، مع أقصى وزن إجمالي 775 غراما. في سلاح المبارزة، الجسم كله هو الهدف الصحيح. حرس اليد على سلاح المبارزة هو دائرة كبيرة تمتد نحو مسكة اليد، تغطي بفعالية اليد، وهو هدف صالح في سلاح المبارزة. مثل سلاح الشيش، يجب أن تكون جميع اللمسات مع طرف وليس الجانبين من شفرة. يضرب مع الجانب من شفرة لا تسجل على جهاز التهديف الإلكتروني (ولا توقف العمل). وبما أن الجسم كله هو الهدف القانوني، وليس هناك مفهوم لمسة من الهدف، إلا إذا كان المبارزة يضرب بطريق الخطأ الكلمة، وإطفاء الضوء والنبرة على جهاز التهديف. على عكس سلاح الشيش والسلاح العربي، سلاح المبارزة لا يستخدم «الحق في الطريق»، وجوائز المسات في وقت واحد لكلا المبارزة. ومع ذلك، إذا تم ربط النتيجة في مباراة في النقطة الأخيرة ويتم تسجيل لمسة مزدوجة، وهذه النقطة لاغية وباطلة.

### السيف العربي
السلاح العربي هو قطع خفيف وهجوم السلاح الذي يستهدف الجسم كله فوق الخصر، باستثناء اليد سلاح. السلاح العربي هو أحدث سلاح لاستخدامها. مثل سلاح الشيش، الحد الأقصى لوزن القانوني من سلاح العربي هو 500 غرام. الحرس اليد على السلاح العربي يمتد من مسكة اليد إلى النقطة التي النصل يربط إلى قمة الدائرة الكبيرة. هذا الحارس عموما تحولت إلى الخارج خلال الرياضة لحماية الذراع السيف من اللمسات. اللمسات مع كامل شفرة أو نقطة صالحة. كما هو الحال في سلاح الشيش، لم يتم تسجيل اللمسات التي الأراضي خارج المنطقة المستهدفة. ومع ذلك، على عكس سلاح الشيش، هذه اللمسات خارج الهدف لا تتوقف عن العمل، وتستمر المبارزة. في حالة كل من المتبارزان هبوطوا لمسة التهديف، يحدد الحكم الذي المبتدئ يحصل على نقطة للعمل، مرة أخرى من خلال استخدام «حق الطريق».

## الملابس الواقية
معظم معدات الوقاية الشخصية للمبارزة مصنوعة من القطن الصلب أو النايلون. تمت إضافة الكيفلار إلى أعلى قطعة موحدة (سترة، البنطال القصير، حامي تحت الإبط، عرجاء، والمريلة من القناع) بعد وفاة فلاديمير سميرنوف في 1982م بطولة العالم في روما. ومع ذلك، كيفلر ينهار إلى الكلور في ضوء الأشعة فوق البنفسجية، تعقيد عملية التنظيف.وقد وضعت الأقمشة البالستية الأخرى، مثل داينيما، التي تقاوم البزل، والتي لا تتحلل الطريقة التي كيفلار لا. تنص القواعد «أف آي إي» على أن ارتداء البطولة يجب أن يكون مصنوعا من القماش الذي يقاوم قوة 800 نيوتن (180 رطل)، وأن القناع مريلة يجب أن تقاوم ضعف هذا المبلغ.وتشمل مجموعة كاملة المبارزة:

### السترة
سترة هو شكل المناسب، ولديه حزام (كرويسارد) الذي يمر بين الساقين. في السلاح العربي، وقطع السترات على طول الخصر. يتم خياطة غورجيت صغير من القماش المطوي في جميع أنحاء طوق لمنع شفرة الخصم من الانزلاق تحت القناع وعلى طول سترة صعودا نحو الرقبة. يمكن للمدربين المبارزة ارتداء سترة أثقل، مثل شخص عزز الرغوة بلاستيكية، لتحريف الضربات المتكررة مدرب يتحمل حامية.

### واقي الصدر
حامي الصدر هو حامي تحت الإبط ترتديه تحت السترة. ويوفر الحماية المزدوجة على جانب ذراع السيف والذراع العلوي. لا يوجد التماس تحت الذراع، والتي من شأنها أن يصطف مع التماس السترة وتوفير بقعة ضعيفة.

### القفاز
يد السيف محمي بقفاز مع قفاز يمنع الريش من الصعود إلى الكاحل والتسبب في الإصابة. القفازات أيضا يحسن القبضة.

### البنطال
البنطال أو الكلسون السراويل القصيرة التي تنتهي تحت الركبة فقط. مطلوب البنطال أن يكون 10 سم من التداخل مع سترة. وقد تم تجهيز المعظم مع حمالات (الأقواس).

### الجوارب
جوارب المبارزة طويلة بما فيه الكفاية لتغطية الركبة. البعض تغطي معظم الفخذ.

### الحذاء
أحذية المبارزة لها أبطن مسطحة، ويتم تعزيزها في الداخل لظهر القدم، وفي كعب القدم الأمامي. التعزيز يمنع ارتداء من الزئتين.

### القناع
قناع المبارزة لديه مريلة التي تحمي الرقبة. وينبغي أن يدعم القناع 12 كيلوغراما (26 رطلا) على شبكة معدنية و 350 نيوتن (79 رطل) من مقاومة الاختراق على المريلة. تنص لوائح في على أن الأقنعة يجب أن تحمل 25 كجم (55 رطل) على شبكة و 1600 نيوتن (360 رطل) على المريلة. بعض الأقنعة الحديثة لديها قناع من خلال الرؤية في الجزء الأمامي من القناع. وقد استخدمت هذه المسابقات على مستوى عال (بطولة العالم وما إلى ذلك)، ومع ذلك، فهي محظورة حاليا في سلاح الشيش وسلاح المبارزة من قبل «أف آي إي»، في أعقاب حادث 2009 الذي تم اختراق قناع خلال مسابقة بطولة أوروبا الأوروبية. هناك سلاح الشيش، والسلاح العربي، وأقنعة السلاح ثلاثة.

### حامي الصدر
واقي الصدر المصنوع من البلاستيك ترتديه المرأة، وأحيانا من قبل الأولاد. المدربين المبارزة أيضا ارتداء لهم، كما يتم ضرب أكثر بكثير في كثير من الأحيان أثناء التدريب من طلابهم. في سلاح الشيش، والسطح الصلب من حامي الصدر يقلل من احتمال أن سجلات ضرب.

### عرجاء
العرجاء هي طبقة من المواد الموصلة كهربائيا تلبس على سترة المبارزة في سلاح الشيش وسلاح المبارزة. يغطي العرجاء المنطقة المستهدفة بأكملها، ويجعل من الأسهل تحديد ما إذا كان ضربة سقطت داخل المنطقة المستهدفة. (في سلاح المبارزة العرجاء غير ضرورية، لأن المنطقة المستهدفة يمتد الجسم بأكمله.) في المبارزة سلاح العربي، أكمام عرجاء تنتهي في خط مستقيم عبر الخصر. في مبارزة سلاح الشيش، العرجاء بلا أكمام. حبل الجسم ضروري لتسجيل التهديف. فإنه يعلق على السلاح ويدير داخل كم السترة، ثم أسفل الظهر والخروج إلى مربع التهديف. في السلاح العربي وسلاح الشيش المبارزة، حبل الجسم يربط العرجاء من أجل إنشاء دائرة إلى مربع التهديف.

### الكم
يجوز للمدرب أو السادة ارتداء غطاء واقي أو جلد لحماية الذراع أو الساق على التوالي.
- سترة
- قفاز
- واقي صدر
- بطال
- قناع
- حامي صدر للنساء

تقليديا، زي المبارزة هو الأبيض، وموحد المدرب هو الأسود. وقد يرجع ذلك إلى ممارسة ما قبل الكهربائية في بعض الأحيان لتغطية نقطة السلاح في الصبغة أو السخام أو الطباشير الملون من أجل تسهيل عملية تحديد اللمسات على الحكم. وبما أن هذا لم يعد عاملا في العصر الكهربائي، فقد تم تخفيف قواعد «أف آي إي» للسماح الزي الملون (حفظ الأسود). كما تحد المبادئ التوجيهية من الحجم المسموح به ووضع الشعارات للرعاية.

## المعدات الكهربائية
المطلوب من المجموعة معدات المبارزة الكهربائية للمشاركة في المبارزة الكهربائية. المعدات الكهربائية في المبارزة تختلف اعتمادا على السلاح الذي يتم استخدامه وفقا. المكون الرئيسي للمجموعات من المعدات الكهربائية هو الحبل الجسم. الحبل الجسم بمثابة اتصال بين المبارزة وبكرة من الأسلاك التي هي جزء من نظام للكشف كهربائيا أن السلاح قد لمست الخصم. هناك نوعان: واحد لسلاح المبارزة، وواحد لسلاح الشيش والسلاح العربي.
تتكون أسلاك الجسم لسلاح المبارزة من مجموعتين من ثلاث شوكات متصلة بواسطة سلك. مجموعة واحدة من المقابس في سلاح المبارزة، مع الآخر يتصل بالبكرة. سلاح الشيش وأسلاك الجسم لالسلاح العربي لديهم اثنين فقط من شوكات (أو موصل قفل تويست حربة السلاح القديم) على الجانب السلاح، مع سلك ثالث يربط بدلا من عرجاء المبارزة. الحاجة في سلاح الشيش أو السلاح العربي بين التمييز وخارج الهدف المسات يتطلب اتصال سلكي إلى منطقة الهدف صالح.
يتكون سلك الجسم من ثلاثة أسلاك تعرف بالخطوط A و B و C. في موصل بكرة (وكلاهما موصلات لحبل سلاح المبارزة) دبوس B هو في الوسط، وطوله هو 1.5 سم وإلى جانب واحد من B، ودبوس C طوله 2 سم إلى الجانب الآخر من B. هذا الترتيب غير المتماثلة يضمن أن الحبل لا يمكن توصيله في الطريق الخطأ.
في سلاح الشيش، يتم توصيل خط A إلى عرجاء والخط B يمد سلك إلى طرف السلاح. يتم توصيل خط B عادة إلى خط C من خلال الطرف. عندما يكون الطرف نازل، يتم كسر الدائرة واحد من ثلاثة أشياء يمكن أن يحدث:
- النصيحة هي لمس العرجاء خصمك: لمسة صالحة
- النصيحة هي لمس سلاح الخصم الخاص بك أو الشريط المؤرض: لا شيء، حيث أن التيار لا يزال يتدفق إلى خط C.
- النصيحة هي لا تلمس أي من أعلاه: خارج الهدف ضرب (الضوء الأبيض).